# Oria (Espanha)
Oria é um município da Espanha, na província de Almería, comunidade autónoma da Andaluzia. Tem 235 km² de área e em 2021 tinha 2 215 habitantes (densidade: 9,4 hab./km²). Pertence à comarca do Almanzora, localizada ao norte da província.